# Episodi di Baywatch (terza stagione)
| nº | Titolo originale                | Titolo italiano                       | Prima TV USA      | Prima TV Italia | Anno produzione |
| -- | ------------------------------- | ------------------------------------- | ----------------- | --------------- | --------------- |
| 1  | River of No Return: I e II Part | La bocca del diavolo: I e II parte    | 20 settembre 1992 |                 | 1992            |
| 2  | River of No Return: I e II Part | La bocca del diavolo: I e II parte    | 20 settembre 1992 |                 | 1992            |
| 3  | Tequila Bay                     | Tequila Bay                           | 27 settembre 1992 |                 | 1992            |
| 4  | Rookie of the Year              | La recluta dell'anno                  | 4 ottobre 1992    |                 | 1992            |
| 5  | Pier Pressure                   | Testimone a favore                    | 11 ottobre 1992   |                 | 1992            |
| 6  | Showdown at Malibu Beach High   | Il cervo sacro                        | 18 ottobre 1992   |                 | 1992            |
| 7  | Point Doom                      | Sfide parallele                       | 25 ottobre 1992   |                 | 1992            |
| 8  | Princess of Tides               | Vacanze proibite                      | 1º novembre 1992  |                 | 1992            |
| 9  | Masquerade                      | Luna di miele                         | 8 novembre 1992   |                 | 1992            |
| 10 | Lifeguards Can't Jump           | Sotto canestro                        | 15 novembre 1992  |                 | 1992            |
| 11 | Dead of Summer                  | Sogno premonitore                     | 22 novembre 1992  |                 | 1992            |
| 12 | A Matter of Life and Death      | L'acqua verde                         | 10 gennaio 1993   |                 | 1992            |
| 13 | Island of Romance               | Weekend di paura                      | 17 gennaio 1993   |                 | 1992            |
| 14 | Strangers Among Us              | Incontro ravvicinato                  | 24 gennaio 1993   |                 | 1992            |
| 15 | Vacation: I e II Part           | Una vacanza all'inferno: I e II parte | 31 gennaio 1993   |                 | 1992            |
| 16 | Vacation: I e II Part           | Una vacanza all'inferno: I e II parte | 7 febbraio 1993   |                 | 1992            |
| 17 | The Tower                       | La torretta N. 6                      | 14 febbraio 1993  |                 | 1993            |
| 18 | Stakeout at Surfrider Beach     | Piccole bugie                         | 21 febbraio 1993  |                 | 1993            |
| 19 | Shattered: I e II Part          | Vite spezzate: I e II parte           | 25 aprile 1993    |                 | 1993            |
| 20 | Shattered: I e II Part          | Vite spezzate: I e II parte           | 2 maggio 1993     |                 | 1993            |
| 21 | Kicks                           | Modella per un giorno                 | 9 maggio 1993     |                 | 1993            |
| 22 | Fatal Exchange                  | Ricordi                               | 16 maggio 1993    |                 | 1993            |

## La bocca del diavolo: I parte
- Titolo originale: River of No Return: Part I
- Diretto da: Douglas Schwartz
- Scritto da: Michael Berk e Douglas Schwartz
- Interpreti: David Hasselhoff (Mitch Buchannon), Tom McTigue (Harvey Miller), Richard Jaeckel (Ben Edwards), Billy Warlock (Eddie Kramer), Erika Eleniak (Shauni McClain), Jeremy Jackson (Hobie Buchannon), Nicole Eggert (Roberta "Summer" Quinn), David Charvet (Matt Brody), Pamela Denise Anderson (Casey Joan "CJ" Parker), Gregory Alan Williams (Garner Ellerbee), Kelly Slater (Jimmy Slade), Alexandra Paul (Stephanie Holden), Susan Anton (Jackie Quinn), Bill McKinney (Drew), Micke Jones (Lonny), Race Nelson, (Clint Chandler), Geoffrey Scott (Jed), Jim Ishida (sceriffo Chen), Michael Meyer (ocach di nuoto), Brooke Langton (Tanya)

### Trama
Con l'avvicinarsi della stagione estiva, a Baywatch iniziano le selezioni per i nuovi guardaspiaggia. Tra i giovani aspiranti ci sono Matt Brody, rampollo di buona famiglia, e Roberta "Summer" Quinn, che è arrivata in California in roulotte con la madre Jackie. Eddie accetta di far parte a un programma di scambio con i guardaspiaggia australiani che lo porterà lontano dagli Stati Uniti, e da Shauni, per un anno. Nonostante le assicurazioni di Eddie, Shauni è convinta che questa dipartita possa mettere a repentaglio la loro relazione. Lo sceriffo di Placerville, una cittadina della California settentrionale, telefona a Mitch per dargli la notizia della morte del zio Alex, un vecchio cercatore d'oro. Diventato unico erede di Alex, Mitch non pare più di tanto addolorato perché non vedeva il zio da quando era bambino e, in fin dei conti, lo considerava un po' eccentrico. Benché sia scettico dei ritrovamenti aurei del vecchio zio, Mitch, insieme a Hobie, Eddie e Shauni, parte per prendersi l'eredità. Arrivato al paesino, Mitch apprende dallo sceriffo Chen che Alex Buchannon è morto lungo il fiume, nella "Bocca del Diavolo" e che probabilmente, prima di morire, abbia trovato lo "Stivale d'oro", un'enorme pepita dall'immenso valore. Mitch appare dubbioso di tutto ciò, tuttavia decide di andare alla ricerca della pepita e di accamparsi la notte insieme ad Hobie in una tenda proprio vicino alla casa di Alex. Eddie e Shauni optano per pernottare in una pensione. Il giorno dopo i quattro partono con il gommone, sono accompagnati da Casey Joan Parker, un'ex guardaspiaggia di Los Angeles, vecchia conoscenza di Mitch. Mentre stanno vogando sul fiume, Mitch convince CJ a rientrare a Los Angeles. Ad un certo punto riescono a trovare una mappa, basata su un testo di ua canzone, che indica il nascondiglio della pepita. Nel momento in cui Mitch decide di ripartire alla ricerca, Shauni rivela ad Eddie che è incinta da tre settimane e quindi vuole tornare nella pensione perché esausta. Viene chiamata un'altra guida per portare Shauni alla pensione, ma pochi minuti dopo viene rapita da due malviventi, Lonny e Drew, che hanno ucciso Alex Buchannon e ora vogliono recuperare lo stivale d'oro a tutti i costi.

## La bocca del diavolo: II parte
- Titolo originale: River of No Return: Part II
- Diretto da: Douglas Schwartz
- Scritto da: Michael Berk e Douglas Schwartz
- Interpreti: David Hasselhoff (Mitch Buchannon), Tom McTigue (Harvey Miller), Richard Jaeckel (Ben Edwards), Billy Warlock (Eddie Kramer), Erika Eleniak (Shauni McClain), Jeremy Jackson (Hobie Buchannon), Nicole Eggert (Roberta "Summer" Quinn), David Charvet (Matt Brody), Pamela Denise Anderson (Casey Joan "CJ" Parker), Gregory Alan Williams (Garner Ellerbee), Kelly Slater (Jimmy Slade), Alexandra Paul (Stephanie Holden), Susan Anton (Jackie Quinn), Bill McKinney (Drew), Micke Jones (Lonny), Race Nelson, (Clint Chandler), Geoffrey Scott (Jed), Jim Ishida (sceriffo Chen), Michael Meyer (ocach di nuoto), Brooke Langton (Tanya)

### Trama
Mentre Mitch, Hobie, Eddie e CJ si dirigono verso le rapide della Bocca del diavolo, i due malviventi, con Shauni nelle loro grinfie, inseguono il quartetto. Arrivati sul posto, Lonny e Drew, armati di fucile e balestra, tendono una trappola ai quattro. Con un atto di coraggio, Eddie e Mitch riescono a liberare Shauni. Hobie riesce a trovare il luogo dove si trova lo stivale d'oro, ossia dentro a una buca. Mitch si cala nella buca per recuperare la pepita, che sembra valere diversi milioni di dollari. Intanto Eddie, CJ, Shauni e Hobie sono circondati da Drew, Lonny e dallo sceriffo Chen, che ha fatto il doppio gioco a favore dei malviventi. Trovato il modo di tornare in superficie, Mitch riesce a ribaltare il kayak di Chen, che stava fuggendo con la pepita. Gli altri riescono ancora una volta a liberarsi di Lonny e Drew. Il kayak, insieme alla pepita, finisce dentro la bocca del diavolo. Sulla via del ritorno, Shauni dice a Eddie che in realtà non è incinta. Nonostante ciò Eddie dice a Shauni di voler sposarla. Intanto a Baywatch si svolgono le selezioni per i nuovi guardaspiaggia. Matt Brody, Roberta "Summer" Quinn e CJ Parker riescono a superarle. Matt Brody, figlio di un noto scrittore di Hollywood, viene spinto dal padre a trovarsi un lavoro estivo. Accompagnata dalla madre Jackie, una modesta cantante che ha trovato lavoro presso un locale equivoco, Summer Quinn, nuotatrice originaria di Pittsburgh, arriva in California per diventare guardaspiaggia. Le due donne hanno un passato burrascoso e vengono seguite nel loro viaggio da Jed, ex compagno violento di Jackie. Tornati a Los Angeles Mitch e Hobie partecipano al matrimonio di Eddie e Shauni, i quali decidono di trasferirsi in Australia per almeno un anno.

## Tequila Bay
- Titolo originale: Tequila Bay
- Diretto da: Lyndon Chubbuck
- Scritto da: David Braff
- Interpreti: David Hasselhoff (Mitch Buchannon), Richard Jaeckel (Ben Edwards), Jeremy Jackson (Hobie Buchannon), Nicole Eggert (Roberta "Summer" Quinn), David Charvet (Matt Brody), Pamela Denise Anderson (Casey Joan "CJ" Parker), Gregory Alan Williams (Garner Ellerbee), Kelly Slater (Jimmy Slade), Alexandra Paul (Stephanie Holden), Christopher Petttlet (Beaver), Chance Boyer (Cuervo), Richard Stay (Toke), Michael Newman (Michael Newman), Melissa Biggs (guardaspiaggia), Jon Valenti (John)

### Trama
Matt, insieme a Jimmy Slade, un giovane surfista, si trova impegnato a vigilare su una gang che infastidisce gli altri surfisti nella Tequila Bay. Dopo la promozione di Thorpe, viene nominato un nuovo coordinatore per la centrale di Baywatch. Si tratta del tenente Stephanie Holden., tornata dopo tre anni. Mitch non sembra affatto contento di ciò, perché ha avuto una breve relazione con Stephanie, all'epoca del divorzio con Gayle, interrotta bruscamente. Summer incontra casualmente per la prima volta Jimmy Slade e vuole che le insegni come surfare.

## La recluta dell'anno
- Titolo originale: Rookie of the Year
- Diretto da: Gus Trikonis
- Scritto da: Deborah Schwartz e Gregory Bonann
- Interpreti: David Hasselhoff (Mitch Buchannon), Richard Jaeckel (Ben Edwards), Jeremy Jackson (Hobie Buchannon), Nicole Eggert (Roberta "Summer" Quinn), David Charvet (Matt Brody), Pamela Denise Anderson (Casey Joan "CJ" Parker), Gregory Alan Williams (Garner Ellerbee), Kelly Slater (Jimmy Slade), Alexandra Paul (Stephanie Holden), Race Nelson (Clint Chandler), Buzz Belmondo (Guido Torzini), Dirk Benedict (Aaron Brody), Josette Prevost (Vivian Brody), Ted Raimi (Leonard), Michael Newman (Michael Newman)

### Trama
Matt e Summer iniziano il corso di addestramento per i nuovi guardaspiaggia. Matt ha una relazione un po' problematica con il padre Aaron, scrittore per Hollywood, e la madre Vivian, di nazionalità francese. Stephanie e Cj si trovano a condividere lo stesso appartamento. Guido Torzini, un italiano, diventa addetto alle pulizie per la centrale.

## Testimone a favore
- Titolo originale: Pier Pressure
- Diretto da: Gus Trikonis
- Scritto da: Deborah Schwartz e Douglas Schwartz
- Interpreti: David Hasselhoff (Mitch Buchannon), Richard Jaeckel (Ben Edwards), Jeremy Jackson (Hobie Buchannon), Nicole Eggert (Roberta "Summer" Quinn), David Charvet (Matt Brody), Pamela Denise Anderson (Casey Joan "CJ" Parker), Gregory Alan Williams (Garner Ellerbee), Kelly Slater (Jimmy Slade), Alexandra Paul (Stephanie Holden), Susan Anton (Jackie Quinn), Jason Marsden (Tony Valentino), Juliet Sorci (Heather), Mike Simmrin (Andy Van Pelt), Elizabeth Berkley (Courtney Bremmer), Tiara English (Tiara English), Barry O'Neill (Landon Thompson), Joe Quarles (proprietario del negozio di liquori)

### Trama
Dopo aver conosciuto Heather, una ragazzina un po' più grande, Hobie si mette nei guai pur di entrare nella sua attenzione facendo arrabbiare anche il padre Mitch, soprattutto quando diventa testimone di una scazzottata tra due giovani delinquenti, Tony Valentino e Andy Van Pelt, davanti a un negozio di alcolici. Summer, diventata a tutti gli effetti guardaspiaggia, cerca di impressionare Slade, ormai diventato un idolo delle ragazze. Slade viene conteso da Summer e da Courtney Bremmer, una ragazza altezzosa di Malibu che è di buona famiglia.

## Il cervo sacro
- Titolo originale: Showdown at Malibu Beach High
- Diretto da: Douglas Schwartz
- Scritto da: Michael Berk e Douglas Schwartz
- Interpreti: David Hasselhoff (Mitch Buchannon), Richard Jaeckel (Ben Edwards), Jeremy Jackson (Hobie Buchannon), Nicole Eggert (Roberta "Summer" Quinn), David Charvet (Matt Brody), Pamela Denise Anderson (Casey Joan "CJ" Parker), Gregory Alan Williams (Garner Ellerbee), Kelly Slater (Jimmy Slade), Alexandra Paul (Stephanie Holden), Elizabeth Berkley (Courtney Bremmer), Bill McKinney (maggiore Nicholas Slade), Race Nelson (Clint Chandler), David Spielberg (Frank Richmond), Terri Ivens (Kim Stevenson), Tom Wesley (capitano della polizia), Zahn McClarmon (Bear Sutter), Tiara English (Tiara English), Chris Fiore (Brad)

### Trama
Al primo giorno di scuola al liceo di Malibu, uno studente di origine amerindiana, Bear Sutter, amico di Matt, si incatena davanti alla scuola in segno di protesta per la probabile vendita di un terreno vicino alla costa, considerato sacro dai Chumash. Slade, sempre conteso tra Summer e Courtney Bremmer, ha un rapporto difficile con il padre Nicholas, ufficiale dei Marines. CJ ottiene un lavoro part-time al liceo di Malibu come insegnante di beach volley. Garner ritorna momentaneamente in città, rioccupando il suo vecchio lavoro d'ufficio, ma già da subito ha problemi relazionali con il suo vecchio capo.

## Sfide parallele
- Titolo originale: Point Doom
- Diretto da: Gregory Bonann
- Scritto da: David Trim e Daniel M. Peterson
- Interpreti: David Hasselhoff (Mitch Buchannon), Richard Jaeckel (Ben Edwards), Jeremy Jackson (Hobie Buchannon), Nicole Eggert (Roberta "Summer" Quinn), David Charvet (Matt Brody), Pamela Denise Anderson (Casey Joan "CJ" Parker), Gregory Alan Williams (Garner Ellerbee), Kelly Slater (Jimmy Slade), Alexandra Paul (Stephanie Holden), Jennfer Campbell (Jessie Majors), Buzz Belmondo (Guido Torzini), Michael Nickles (Hudson), Michael Newman (Michael Newman), Raye Hollitt (Tina), Chris Pedersen (Rudy), Nicholas Oleson (Mel), Chris Fiore (Brad), Melissa Biggs (guardaspiaggia), Natalie Ruelle (ragazza in bikini), Jon Valenti (John)

### Trama
Casualmente Matt conosce Jessie, una motociclista molto attraente. Jessie rimane coinvolta in un grave incidente durante una corsa illegale contro Hudson, un giovane di cattiva fama. Matt è determinato a sfidare Hudson in un'altra corsa illegale. Nel frattempo Mitch si allena per una sfida a nuoto contro Stephanie, inconsapevole che è vittima di uno scherzo. Infine Guido chiede a CJ di esser aiutato perché un energumeno lo minaccia.

## Vacanze proibite
- Titolo originale: Princess of Tides
- Diretto da: Parker Stevenson
- Scritto da: Michael Berk e Peter Kiwitt
- Interpreti: David Hasselhoff (Mitch Buchannon), Richard Jaeckel (Ben Edwards), Jeremy Jackson (Hobie Buchannon), Nicole Eggert (Roberta "Summer" Quinn), David Charvet (Matt Brody), Pamela Denise Anderson (Casey Joan "CJ" Parker), Gregory Alan Williams (Garner Ellerbee), Kelly Slater (Jimmy Slade), Alexandra Paul (Stephanie Holden), Michael Newman (Michael Newman), Laura Harring (Principessa Catherine Randenberg), Maurice Roëves (Roland), Michael Goodwin (Principe Alexander Randenberg), Robert Jacobs (James Lewinston), Loren Avedon (guardia reale/terrorista), Richard Jaeckel (Ben Edward), Carl Ciarfallo (Riggs), Steve Roye (Tom), David Iwamoto (negoziante), Gregory Barnett (Jim Barnett), Chris Fiore (Brad), Melissa Biggs (guardaspiaggia)

### Trama
Catherine Randenberg, principessa europea in vacanza, è stanca della vita ovattata che conduce e per un giorno vuole vivere come una persona comune. Riesce a scappare dallo Yacht reale però, nuotando, si trova in difficoltà. La principessa viene salvata da Mitch e se ne innamora.

## Luna di miele
- Titolo originale: Masquerade
- Diretto da: Heather Hill
- Scritto da: I. C. Rapoport
- Interpreti: David Hasselhoff (Mitch Buchannon), Richard Jaeckel (Ben Edwards), Jeremy Jackson (Hobie Buchannon), Nicole Eggert (Roberta "Summer" Quinn), David Charvet (Matt Brody), Pamela Denise Anderson (Casey Joan "CJ" Parker), Gregory Alan Williams (Garner Ellerbee), Kelly Slater (Jimmy Slade), Alexandra Paul (Stephanie Holden), John OHurley (Fred Adler), Dino Anello (Nelson), Rod Arrants (uomo sullo yacht), Danny Trejo (Chulo), Steve Welles (Crocker), Roger La Rue (Lorenzo), Michael Rothhaar (Gordon Lowry), Stacey Pickren (Beverly Lowry), Donna Keegan (gudatrice della barca), Devon Clark (sciatore acquatico), Melissa Biggs (guardaspiaggia), Michael Haboush (surfista)

### Trama
Dopo la morte di una ricca coppia in luna di miele sul proprio yacht, Stephanie e Mitch decidono, al fine di prendere la misteriosa banda, di fingersi una coppia di sposi. Con i nomi di Milly e Trevor, Mitch e Stephanie iniziano a calarsi un po' troppo nel ruolo, finché non vengono catturati dai banditi.

## Sotto canestro
- Titolo originale: Lifeguards Can't Jump
- Diretto da: Gregory Bonann
- Scritto da: Lloyd Schwartz
- Interpreti: David Hasselhoff (Mitch Buchannon), Richard Jaeckel (Ben Edwards), Jeremy Jackson (Hobie Buchannon), Nicole Eggert (Roberta "Summer" Quinn), David Charvet (Matt Brody), Pamela Denise Anderson (Casey Joan "CJ" Parker), Gregory Alan Williams (Garner Ellerbee), Kelly Slater (Jimmy Slade), Alexandra Paul (Stephanie Holden), Jeff Altman (Dennis Kosowski), Leslie Ackermann (Arlene Kosowski), Lou Rawls (Ozzie Thompson), Lisa Canning (Cookie Washington), Don McClean (Byrd), Anhony C. Hall - Trey Harris, Dick Baker (coach), Nicholas Schaffer (Walter), Chris Fiore (Brad), Johnny Keatth (guardaspiaggia), Melissa Biggs (guardaspiaggia), Natalie Ruelle (cameriera)

### Trama
Il corpo esanime di Tito, un cestista professionista viene trovato lungo la spiaggia da Mitch e Stephanie. Per fare luce sulla morte di Tito, Mitch e Garner si fingono giocatori di street basketball. Nel frattempo Dennis Kosowski, in luna di miele con Arlene, si invaghisce di CJ e cerca di corteggiarla.

## Sogno premonitore
- Titolo originale: Dead of Summer
- Diretto da: Cliff Bole
- Scritto da: Terry Erwin
- Interpreti: David Hasselhoff (Mitch Buchannon), Richard Jaeckel (Ben Edwards), Jeremy Jackson (Hobie Buchannon), Nicole Eggert (Roberta "Summer" Quinn), David Charvet (Matt Brody), Pamela Denise Anderson (Casey Joan "CJ" Parker), Gregory Alan Williams (Garner Ellerbee), Kelly Slater (Jimmy Slade), Alexandra Paul (Stephanie Holden), Don Stroud (Louis Zane), Randolph Mantooth (Sam Dietz), Mari Morrow (Wendy Malloy), John Rixey Moore (Governatore Neil Dickson), Gregory Barnett (Jim Barnett), Damion (Emcee), Danny Wessels (Olson), Matt Connors (Abdo), James Halty (Farb), Chris Fiore (Brad), Melissa Biggs (guardaspaiggia), Natalie ruelle (ragazza in bikini), Jon Valenti (John)

### Trama
CJ si sveglia improvvisamente da un incubo, ha sognato di andare a schiantarsi su uno scoglio con la barca. Durante il giorno più caldo dell'estate, Mitch e Garner sono incaricati da un agente segreto sorvegliare la costa durante il discorso del governatore Neil Dickson che farà al concerto per la fondazione dei surfisti.

## L'acqua verde
- Titolo originale: A Matter of Life and Death
- Diretto da: Sidney Hayers
- Scritto da: Gary Capo, Julian Wahtley e Michael Berk
- Interpreti: David Hasselhoff (Mitch Buchannon), Richard Jaeckel (Ben Edwards), Jeremy Jackson (Hobie Buchannon), Nicole Eggert (Roberta "Summer" Quinn), David Charvet (Matt Brody), Pamela Denise Anderson (Casey Joan "CJ" Parker), Gregory Alan Williams (Garner Ellerbee), Kelly Slater (Jimmy Slade), Alexandra Paul (Stephanie Holden), Joseph Campanella (Al Buchannon), Anne Jeffreys (Irene Buchannon), Susan Anton (Jackie Quinn), Michael Newman (Michael Newman), Tom Gallop (Philip), Sandy Dell (Tory), Sidney Coale (Laura), Tina Rider (Linda), Jake Belcher (vittima dell'affogamento), Chris Fiore (Brad), Devon Clark (guardaspiaggia)

### Trama
Da Phoenix arrivano i genitori di Mitch, Al e Irene. Al, architetto, titolare di una azienda ben avviata che si occupa di progettazioni, vuole lasciare l'attività al figlio. Mitch, che preferisce il lavoro di guardaspiaggia, asserisce di aver conseguito la laurea in architettura solo per fare un piacere al padre e a malincuore accetterebbe di trasferirsi a Phoenix. In realtà la visita dei genitori ha un altro motivo, il padre ha solo un anno di vita. Nel frattempo Summer, dopo aver superato la paura di tuffarsi in acqua, soffre di una nuova fobia, cioè di vedere l'acqua colorata di verde.

## Weekend di paura
- Titolo originale: Island of Romance
- Diretto da: Gregory Bonann
- Scritto da: Michael Berk e Deborah Schwartz
- Interpreti: David Hasselhoff (Mitch Buchannon), Richard Jaeckel (Ben Edwards), Jeremy Jackson (Hobie Buchannon), Nicole Eggert (Roberta "Summer" Quinn), David Charvet (Matt Brody), Pamela Denise Anderson (Casey Joan "CJ" Parker), Gregory Alan Williams (Garner Ellerbee), Kelly Slater (Jimmy Slade), Alexandra Paul (Stephanie Holden), Angela Visser (Elke), Craig Stepp (Roger Lawrence), Tom Schanley (Lucas), Brad Lockerman (Clay Burgess), Karl Whitman (Melinda), Kelly Malone (mamma di Lauren), Lindsay Fritzgeorge (Loren)

### Trama
CJ e Stephanie si prendono una piccola scappatella all'isola di Catalina, dove incontrano alcuni uomini della Guardia costiera. Dopo un'immersione subacquea, si trovano imprigionate in una grotta sotterranea. Nel frattempo Mitch e Hobie, non riuscendo a venire a capo con i lavori di casa, cercano una governante. Tra i tanti candidati, tutti scartati per un motivo o per un altro, arriva Elke, una giovane studentessa straniera molto attraente.

## Incontro ravvicinato
- Titolo originale: Strangers Among Us
- Diretto da: Alan Myerson
- Scritto da: John Whelpley
- Interpreti: David Hasselhoff (Mitch Buchannon), Richard Jaeckel (Ben Edwards), Jeremy Jackson (Hobie Buchannon), Nicole Eggert (Roberta "Summer" Quinn), David Charvet (Matt Brody), Pamela Denise Anderson (Casey Joan "CJ" Parker), Gregory Alan Williams (Garner Ellerbee), Kelly Slater (Jimmy Slade), Alexandra Paul (Stephanie Holden), Michele Berk (Dottoressa Faye Taylor), Tom Villard (Quinton), Kendrick Hugues (Dirk), Kristina Wayborn (Lila Franks), Thomas Odell (Zantar), Chris Fiore (Brad), Melisssa Biggs (guardaspiaggia)

### Trama
La spiaggia di Baywatch viene invasa da esperti di ufologia. Condotti dalla misteriosa Dottoressa Faye Taylor, che dice di essersi laureata alla Stanford University, si attende l'arrivo degli extraterrestri dall'oceano. Slade, di ritorno da una competizione surfistica vinta in Sudafrica, viene coinvolto in una faccenda di diamanti rubati.

## Una vacanza all'inferno: I parte
- Titolo originale: Vacation: Part 1
- Diretto da: Gus Trikonis
- Scritto da: David Braff
- Interpreti: David Hasselhoff (Mitch Buchannon), Richard Jaeckel (Ben Edwards), Jeremy Jackson (Hobie Buchannon), Nicole Eggert (Roberta "Summer" Quinn), David Charvet (Matt Brody), Pamela Denise Anderson (Casey Joan "CJ" Parker), Gregory Alan Williams (Garner Ellerbee), Kelly Slater (Jimmy Slade), Alexandra Paul (Stephanie Holden), Buzz Belmondo (Guido Torzini), René Assa (Nicholas Rago), Diana Bellamy (Abigail Keniworth), Frank Annese (Karl Frank), Michael-Anne Poston (Amy Boyer), Erik Holland (Capitano Rolf Angstrom), Daphne Cheung (Valana), Heinz Altieri (Juan Cortez), Kevin Lowe (U.S. Marshal), Chris Fiore (Brad), Melissa Biggs (guardaapiaggia), Devon Clark (guardaspiaggia), Nathalie Ruelle (passeggera)

### Trama
Guido, Mitch, Stephanie, Matt, CJ e Summer riescono a salvare una ragazza in parapendio che sta per schiantarsi nell'oceano. Il padre della ragazza, capitano della nave Southward, offre ai salvatori la possibilità di fare una crociera lungo la costa messicana. Con il permesso del capitano Thorpe, i sei si imbarcano nella Southward. Mitch ricorda che aveva fatto la luna di miele con Gayle in crociera alle Hawaii. Il gruppetto sembra avere giornate molto piacevoli. Stephanie, dopo aver avuto una piccola discussione con Mitch, assiste all'assassinio di un uomo. Si tratta di Juan Cortez, un spacciatore ucciso da Nicholas Rago, un pericoloso narcotrafficante ricercato. Stephanie viene ferita con un colpo di pistola e cade in mare. Mitch si getta per salvarla, però la nave va avanti per il suo percorso.

## Una vacanza all'inferno: II parte
- Titolo originale: Vacation: Part 2
- Diretto da: Gus Trikonis
- Scritto da: David Braff
- Interpreti: David Hasselhoff (Mitch Buchannon), Richard Jaeckel (Ben Edwards), Jeremy Jackson (Hobie Buchannon), Nicole Eggert (Roberta "Summer" Quinn), David Charvet (Matt Brody), Pamela Denise Anderson (Casey Joan "CJ" Parker), Gregory Alan Williams (Garner Ellerbee), Kelly Slater (Jimmy Slade), Alexandra Paul (Stephanie Holden), Buzz Belmondo (Guido Torzini), René Assa (Nicholas Rago), Diana Bellamy (Abigail Keniworth), Frank Annese (Karl Frank), Michael-Anne Poston (Amy Boyer), Erik Holland (Capitano Rolf Angstrom), Daphne Cheung (Valana), Heinz Altieri (Juan Cortez), Kevin Lowe (U.S. Marshal), Chris Fiore (Brad), Melissa Biggs (guardaspiaggia), Devon Clark (guardaspiaggia), Nathalie Ruelle (passeggera)

### Trama
Mitch e Stephanie, che è ferita, cercano di uscire vivi dall'Oceano in tempesta. A bordo della nave, nessuno si accorge di quanto sia accaduto. CJ, dopo aver vinto ventimila dollari al blackjack, racconta a Matt che, da bambina, era a Las Vegas con il nonno il quale le aveva insegnato molti trucchi delle case di gioco. La mattina seguente, dopo essere stati attaccati da uno squalo, Mitch e Stephanie riescono ad arrivare su un'isoletta al largo della Baja California. Nel frattempo, sulla nave si accorgono della scomparsa di Mitch e Stephanie, così il capitano decide di cambiare rotta per rintracciarli. Rago, che è ansioso di sbarcare a Cabo San Lucas, dove c'è un peschereccio che lo porterà a Cartagena, intuisce il motivo del cambio di rotta e, assieme ai suoi uomini, sequestra il capitano e parte dell'equipaggio.

## La torretta N. 6
- Titolo originale: The Tower
- Diretto da: Gregory Bonann
- Scritto da: Deborah Bonann Schwartz e Michael Berk
- Interpreti: David Hasselhoff (Mitch Buchannon), Richard Jaeckel (Ben Edwards), Jeremy Jackson (Hobie Buchannon), Nicole Eggert (Roberta "Summer" Quinn), David Charvet (Matt Brody), Pamela Denise Anderson (Casey Joan "CJ" Parker), Gregory Alan Williams (Garner Ellerbee), Kelly Slater (Jimmy Slade), Alexandra Paul (Stephanie Holden), Kevin Bash (Jacob Kilmer), Ron Kuhlman (Detective Sloan), Don Stark (poliziotto), Susan Anton (Jackie Quinn), Chris Fiore (Brad), Johnny Keath (guardaspiaggia), Melissa Biggs (guardaspiaggia), Natalie Ruelle (ragazza in bikini), Ron Sterk (Ron), Jon Valenti (John)

### Trama
Jacob Kilmer, un criminale psicopatico, è fuggito dalla prigione e si trova a Baywatch. La polizia, che è nelle sue tracce, circonda la spiaggia. Armato di una pistola, Kilmer riesce ad imprigionare Summer e Stephanie nella torretta numero 6. Slade tenta di liberare le due donne, ma viene ferito. In possesso di una certa quantità di esplosivo, Kilmer vuole che gli sia dato un elicottero per fuggire. Mentre la torretta è circondata da tiratori scelti, Mitch e Matt tentano di liberare le due attraverso una galleria.

## Piccole bugie
- Titolo originale: Stakeout at Surfrider Beach
- Diretto da: Parker Stevenson
- Scritto da: Jim Hilton
- Interpreti: David Hasselhoff (Mitch Buchannon), Richard Jaeckel (Ben Edwards), Jeremy Jackson (Hobie Buchannon), Nicole Eggert (Roberta "Summer" Quinn), David Charvet (Matt Brody), Pamela Denise Anderson (Casey Joan "CJ" Parker), Gregory Alan Williams (Garner Ellerbee), Kelly Slater (Jimmy Slade), Alexandra Paul (Stephanie Holden), Fabiana Udenio (Lena Fiori), Rhoda Gemignani (madre di Guido), Salvador Xuereb (Dorsch), Buzz Belmondo (Guido Torzini), Darin Heames (Sturgis), Rick Casoria (regista), Chris Fiore (Brad), Johnny Keath (guardaspiaggia), Melissa Biggs (guardaspiaggia), Jennifer Holmes (Betty), Corey Schwartz (un ragazzo), Bobbie Sunday Starr (ragazza con il frisbee), Jon Valenti (John)

### Trama
Mentre sta nuotando nell'oceano, una bagnante viene colpita da una tavoletta di surf. Mitch riesce facilmente a portare a riva la ragazza. Si tratta di Lena Fiori, un'attrice italiana molto carina, originaria di una cittadina vicino a Napoli che fa parte del cast di un film hollywoodiano. Mitch è colpito dalla bellezza di Lena tanto da invaghirsene. Quando Lena sta rientrando nella sua villa a Malibu, viene strattonata da due giovani malviventi che vogliono i suoi soldi. Da quel momento per Lena inizia l'incubo perché i due iniziano a perseguitarla. Nel frattempo Guido riceve la notizia che dall'Italia sta arrivando la madre. Siccome Guido le aveva detto di essere diventato un guardaspiaggia, ora si trova in imbarazzo e chiede aiuto a CJ e Summer.

## Vite spezzate: I parte
- Titolo originale: Shattered: Part 1
- Diretto da: Douglas Schwartz
- Scritto da: Deborah Schwartz
- Interpreti: David Hasselhoff (Mitch Buchannon), Richard Jaeckel (Ben Edwards), Jeremy Jackson (Hobie Buchannon), Nicole Eggert (Roberta "Summer" Quinn), David Charvet (Matt Brody), Pamela Denise Anderson (Casey Joan "CJ" Parker), Gregory Alan Williams (Garner Ellerbee), Kelly Slater (Jimmy Slade), Alexandra Paul (Stephanie Holden), Kiki Shepard (Sophie Jones), DeJuan Guy (Jason/Eddie), Robert Pine (Dottor Bonann), Matt McColm (Frank Riddick), Antony Ponzini (Angelo Maceri), Richard Jaeckel (Ben Edwards), Mik Scriba (Sam North), Sam Vincent (Dottor Zack), Susan Savage (Emily), Ken Kerman (poliziotto), Tabby Hanson (Morgan Hooper), Sandy Berumen (Hillary), Christopher Tuck (Gary), Gregory Barnett (Jim Barnett), Michael Newman (Michael Newman), Lynn Sisco (vittima del terremoto), Rob Angelino (surfista), Melissa Biggs (guardaspiaggia), Devon Clark (guardaspiaggia)

### Trama
Un ragazzo e due ragazze si trovano in difficoltà su uno scoglio perché il loro gommone è andato alla deriva. Mitch, Stephanie, Newman e Barnett si recano nel posto per salvarli. Mitch trova più difficoltoso il salvataggio perché la ragazza è terrorizzata e rimane poi gravemente ferito alla schiena dopo aver sbattuto contro una roccia. Viene portato immediatamente in ospedale e gli viene diagnosticato una contusione alla spina dorsale. Il dottor Bonann spiega a Mitch che difficilmente tornerà come prima e che può parzialmente recuperare grazie alla terapia fisica. Quindi Mitch viene portato al centro riabilitativo West Hills e inizia il percorso di recupero con la fisioterapista Sophie Jones. Mitch fa subito amicizia con Jason, un ragazzino afroamericano di Chicago che è stato testimone dell'omicidio del fratello. Nel frattempo un poliziotto corrotto e un narcotrafficante arrivano in città per eliminare il piccolo Jason, visto come un testimone scomodo.

## Vite spezzate: II parte
- Titolo originale: Shattered: Part 2
- Diretto da: Douglas Schwartz
- Scritto da: Deborah Schwartz
- Interpreti: David Hasselhoff (Mitch Buchannon), Richard Jaeckel (Ben Edwards), Jeremy Jackson (Hobie Buchannon), Nicole Eggert (Roberta "Summer" Quinn), David Charvet (Matt Brody), Pamela Denise Anderson (Casey Joan "CJ" Parker), Gregory Alan Williams (Garner Ellerbee), Kelly Slater (Jimmy Slade), Alexandra Paul (Stephanie Holden), Kiki Shepard (Sophie Jones), DeJuan Guy (Jason/Eddie), Robert Pine (Dottor Bonann), Matt McColm (Frank Riddick), Antony Ponzini (Angelo Maceri), Mik Scriba (Sam North), Sam Vincent (Dottor Zack), Susan Savage (Emily), Ken Kerman (poliziotto), Tabby Hanson (Morgan Hooper), Sandy Berumen (Hillary), Christopher Tuck (Gary), Gregory Barnett (Jim Barnett), Michael Newman (Michael Newman), Lynn Sisco (vittima del terremoto), Rob Angelino (surfista), Melissa Biggs (guardaspiaggia), Devon Clark (guardaspiaggia)

### Trama
Nonostante gli sforzi, Mitch si sente frustrato per non poter muovere le gambe e se la prende con Hobie e Stephanie. A Mitch viene in mente Eric Turner, un ex guardaspiaggia rimasto paralizzato dopo un incidente che non accettava la situazione di disabilità e va quindi a scusarsi con Hobie e Stephanie. Nel frattempo a Baywatch si sente molto la mancanza di Mitch. Il poliziotto corrotto, fingendosi medico, va nella clinica e riesce a legare e a imbavagliare Jason, vuole portarlo nella piscina e farlo affogare.

## Modella per un giorno
- Titolo originale: Kicks
- Diretto da: Michael Berk
- Scritto da: Michele Rogers Berk, Trish Garland e Peter Kiwitt
- Interpreti: David Hasselhoff (Mitch Buchannon), Richard Jaeckel (Ben Edwards), Jeremy Jackson (Hobie Buchannon), Nicole Eggert (Roberta "Summer" Quinn), David Charvet (Matt Brody), Pamela Denise Anderson (Casey Joan "CJ" Parker), Gregory Alan Williams (Garner Ellerbee), Kelly Slater (Jimmy Slade), Alexandra Paul (Stephanie Holden), Loren Avedon (Michael Branson), Anthony Guidera (Alain Bergeré), Kamel Krifa (Kamel), Scott Thorson (Steve Thorn), Gene LeBell (arbitro), Ken Steadman (Larkin), Chris Fiore (Brad), Melissa Biggs (guardaspiaggia), Devon Clark (guardaspiaggia), Erik Paulson (boxer), Chad Stahleski (boxer)

### Trama
Matt, allenato da Mitch, è arrivato in finale in un torneo dilettantesco di kickboxing. Deve affrontare Steve Thorn, un ragazzo di umili origini di cui si è invaghita Summer. Dunque si tiene la finale, vinta da Matt perché Steve Thorn ha commesso una grave infrazione e viene perciò squalificato. Steve, che è impulsivo e ha grinta, viene avvicinato da Michael Branson, quest'ultimo è un nemico di Mitch, sin dai tempi in cui erano insieme nella marina, e vuole vendicarsi di lui, cercando di farlo cadere in un tranello. Nel frattempo Alain Bergeré, un fotografo francese, incantato dalla bellezza di CJ, perciò le propone di fare alcuni scatti glamour, come sua modella.

## Ricordi
- Titolo originale: Fatal Exchange
- Diretto da: Paul Cajero
- Scritto da: David Braff
- Interpreti: David Hasselhoff (Mitch Buchannon), Richard Jaeckel (Ben Edwards), Jeremy Jackson (Hobie Buchannon), Nicole Eggert (Roberta "Summer" Quinn), David Charvet (Matt Brody), Pamela Denise Anderson (Casey Joan "CJ" Parker), Gregory Alan Williams (Garner Ellerbee), Kelly Slater (Jimmy Slade), Alexandra Paul (Stephanie Holden), Pamela Bach (Kaye Morgan), Trevor Goddard (Wiley Brown), Gregory Barnett (Jim Barnett), Chris Fiore (Brad), Melissa Biggs (guardaspiaggia)

### Trama
Mitch incontra nuovamente Kaye Morgan dopo diverso tempo. Kaye, dopo il fallimento del suo giornale, ha viaggiato per un periodo e ora fa la giornalista freelance. Nel frattempo dall'Australia arriva Wiley Brown, un guardaspiaggia estroso che non ha assolutamente la simpatia per Mitch. Inoltre l'arrivo di Wiley gli ricorda un fatto spiacevole avvenuto nel 1980, perché quand'era a Bondi Beach, vicino a Sidney, per un programma di scambio con i guardaspiaggia australiani, non riuscì a salvare una giovane donna di nome Sheila Gould. In seguito a Mitch succedono strani incidenti. Egli pensa che Wiley sia responsabile.